# USAC-Saison 1957
Die USAC-Saison 1957 war die 36. Meisterschaftssaison im US-amerikanischen Formelsport. Sie begann am 30. Mai mit dem Indianapolis 500 und endete am 11. November in Phoenix. Jimmy Bryan sicherte sich wie im Vorjahr den Titel.

## Rennergebnisse
| Nr. | Datum         | Veranstaltung (Rennstrecke)                                          | Meilen | Sieger         | Siegerteam           |
| --- | ------------- | -------------------------------------------------------------------- | ------ | -------------- | -------------------- |
| 1   | 30. Mai       | International 500 Mile Sweepstakes (Indianapolis Motor Speedway) (O) | 500    | Sam Hanks      | Salih-Offenhauser    |
| 2   | 02. Juni      | Langhorne 100 (Langhorne Speedway) (UO)                              | 100    | Johnny Thomson | Kuzma-Offenhauser    |
| 3   | 09. Juni      | Rex Mays Classic (The Milwaukee Mile) (O)                            | 100    | Rodger Ward    | Lesovsky-Offenhauser |
| 4   | 23. Juni      | Detroit 100 (Michigan State Fairgrounds) (UO)                        | 100    | Jimmy Bryan    | Kuzma-Offenhauser    |
| 5   | 04. Juli      | Atlanta 100 (Lakewood Speedway) (UO)                                 | 100    | George Amick   | Lesovsky-Offenhauser |
| 6   | 17. August    | Springfield 100 (Illinois State Fairgrounds) (UO)                    | 100    | Rodger Ward    | Lesovsky-Offenhauser |
| 7   | 25. August    | Milwaukee 200 (The Milwaukee Mile) (O)                               | 200    | Jim Rathmann   | Epperly-Offenhauser  |
| 8   | 02. September | Ted Horn Memorial (DuQuoin State Fairgrounds) (UO)                   | 100    | Jud Larson     | Watson-Offenhauser   |
| 9   | 07. September | Syracuse 100 (New York State Fairgrounds) (UO)                       | 100    | Elmer George   | Watson-Offenhauser   |
| 10  | 14. September | Hoosier Hundred (Indiana State Fairgrounds) (UO)                     | 100    | Jud Larson     | Watson-Offenhauser   |
| 11  | 29. September | Trenton 100 (Trenton International Speedway) (O)                     | 100    | Pat O’Connor   | Kuzma-Offenhauser    |
| 12  | 20. Oktober   | Golden State 100 (California State Fairgrounds) (UO)                 | 100    | Rodger Ward    | Lesovsky-Offenhauser |
| 13  | 11. November  | Bobby Ball Memorial (Arizona State Fairgrounds) (UO)                 | 100    | Jimmy Bryan    | Kuzma-Offenhauser    |

- Erklärung: O: Oval, UO: unbefestigtes Oval

## Fahrer-Meisterschaft (Top 10)
| 1. | Jimmy Bryan  | 1650 |
| 2. | Jim Rathmann | 1470 |
| 3. | George Amick | 1400 |
| 4. | Pat O’Connor | 1250 |
| 5. | Jud Larson   | 1170 |

| 6.  | Andy Linden    | 1110 |
| 7.  | Johnny Thomson | 1040 |
| 8.  | Johnny Boyd    | 1000 |
| 9.  | Sam Hanks      | 830  |
| 10. | Elmer George   | 740  |